# Mobile IP
Mobile IP är en internetarkitektur med tillhörande protokoll för att stödja mobilitet. Mobile IP är definierat i RFC 3344 (IPv4) samt RFC 3775 (IPv6).
Mobile IP erbjuder transparent routing av IP datagram över Internet. Varje mobil nod är identifierad med sin hemadress oavsett var dess nuvarande positionering är. När en nod befinner sig utanför sitt hemnätverk är noden förknippad med en care of-adress (CoA), som ger information om dess nuvarande positionering.
Mobile IP specificerar hur en mobil nod registreras hos sin hemagent och hur hemagenten routrar datagram till den mobila noden genom en tunnel. Mobile IP tillhandahåller en effektiv och skalbar mekanism vid roaming över Internet. Vid användandet av Mobile IP kan noder ändra sin anslutningspunkt till Internet utan att behöva ändra sin IP-adress. Detta medför att noden kan hålla kvar en anslutning på transportlagret eller högre lager när noden förflyttar sig och byter anslutningspunkt.
Säkerhetstänkandet har varit framträdande genom utvecklingen av Mobil IP-standarden.

## Standarden
Mobile IP-standarden innehåller tre stycken huvuddelar:
- Agent discovery
Vilka protokoll som används av hemagenten eller främmandeagenten för att annonsera sin service till de mobila noderna.
- Registrering med hemagenten
Vilka protokoll som används av den mobila noden och/eller främmandeagenten för att registrera/avregistrera CoA med en mobil nods hemagent.
- Indirekt routing av datagram
Standarden definierar hur datagram ska skickas vidare (forwarding) till mobila noder av en hemagent.

## Hur det fungerar
En mobil nod kan ha två adresser, en permanent hemadress och en care of-adress (CoA).
- En hemagent har information om vilka mobila noder som har sin permanenta hemadress i samma nätverk som hemagenten verkar.

- En främmandeagent har information om vilka mobila noder som besöker sitt nätverk. Den har också som uppgift att skicka ut care of-adresser som används av Mobile IP.

Registrering hos Hemagent:
När en mobil nod har mottagit ett CoA-meddelande måste den adressen registreras hos hemagenten. Nedanför gås det igenom hur det går till.

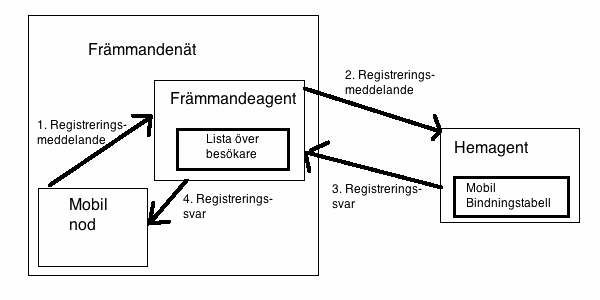

1.	Efter mottagning av CoA-meddelandet skickar den mobila noden ett Mobile IP registreringsmeddelande till främmandeagenten. Registreringsmeddelandet skickas via UDP och över porten 434. Svarsmeddelandet innehåller förutom CoA-meddelandet som skickades ut av främmandeagenten även adressen till hemagenten, den permanenta adressen till den mobila noden, livstiden på registreringen och en 64-bitar lång registreringsidentifikation. Registreringsidentifikationen används som sekvensnummer och för att matcha ett mottagit registreringssvar mot en specifik registreringsbegäran.
2.	Främmandeagenten tar emot registreringsmeddelandet och registrerar den mobila nodens permanenta IP-adress. Den främmandeagenten vet nu att den ska titta efter datagram innehållande inkapslade datagram som har en destinationsadress som matchar den permanenta adressen till den mobila noden.  Främmandeagenten skickar sedan ett Mobile IP registreringssvar inom ett UDP datagram över port 434 till hemagenten. Meddelandet innehåller CoA, adressen till hemagenten samt den permanenta adressen till den mobila noden.
3.	Hemagent tar emot meddelandet från främmandeagenten. Kollar autentisering och så allt är korrekt, om så är fallet. Då binder hemagenten den mobila nodens permanenta IP-adress med CoA. Då kommer i framtiden datagram som anländer hos hemagenten och som är adresserade till den mobila noden att inkapslas och tunnlas till CoA. Hemagenten skickar ett Mobile IP registreringssvar.
4.	Främmandeagenten tar emot registreringssvaret som vidarebefordrar den till den mobila noden.